# Эчерли, Клер
Клер Эчерли (фр. Claire Etcherelli ; 11 января 1934, Бордо, Франция — 5 марта 2023) — французская писательница и поэтесса.

## Биография
Дочь докера, схваченного гитлеровцами в 1940 году и отправленного в концлагерь. В 1942 году он был расстрелян. С ранних лет Клер пришлось зарабатывать себе на жизнь самостоятельно. Переселившись в Париж, для учёбы, оставила её и начала работать на фабрике.
Позже трудилась на многих рабочих местах, в том числе на заводе по сборке автомобилей, на производстве шарикоподшипников и в туристическом агентстве. В 1975 году стала работать секретарём редактора литературного журнала Les Temps Modernes.
Работа на конвейере, конфликтные человеческие отношения и особенно расизм, характерный во время войны за независимость Алжира (1954—1962), автор отразила в своём первом романе «Elise ou la vraie vie» («Элиза, или Настоящая жизнь»). Роман основан на отношениях алжирского автомобильного рабочего и белой француженки в 1950-х годах. Он также касается проблем, с которыми сталкиваются люди с ограниченными возможностями, таких как бедность, эксплуатация и социальная маргинализация. Рассказ писательницы ведётся безыскусственно, в форме лирического дневника, без какого-либо приукрашивания персонажей. На её творчество повлияли произведения Оноре де Бальзака.
В 1967 году её дебютный роман «Элиза, или Настоящая жизнь» был отмечен премией «Фемина» и стал культовым в 1960-х и 1970-х годах. В 1970 году книга была экранизирована.
Второй роман писательницы «A Propos de Clémence» («О Клеманс») (1971), посвящён «трудностям познания себя и невозможности познания другого человека». Её третий роман «Un Arbre voyageur» («Путешествующее дерево») (1978), посвящён двум женщинам, которые пытаются создать нетрадиционную семью.
Главные героини К. Эчерли — женщины из рабочего класса.
Писала стихи.

## Личная жизнь и смерть
Эчерли была матерью двух сыновей. Она умерла 5 марта 2023 года в возрасте 92 лет.

## Избранные произведения
- 1967 : Élise ou la Vraie Vie
- 1971 : À propos de Clémence
- 1978 : Un arbre voyageur
- 2003 : Un temps déraisonnable
- 2007 : Un mal de chien